# DDR-Fußball-Oberliga 1965/66
Die DDR-Oberliga 1965/66 war die 17. Auflage der höchsten Spielklasse der DDR. Sie begann am 14. August 1965 und endete am 14. Mai 1966. Meister wurde zum fünften Mal das Team von Vorwärts Berlin. Geprägt wurde diese Spielzeit durch die Gründung von Fußballclubs auf Basis der Sportclub-Sektionen.

## Bildung der Fußballclubs

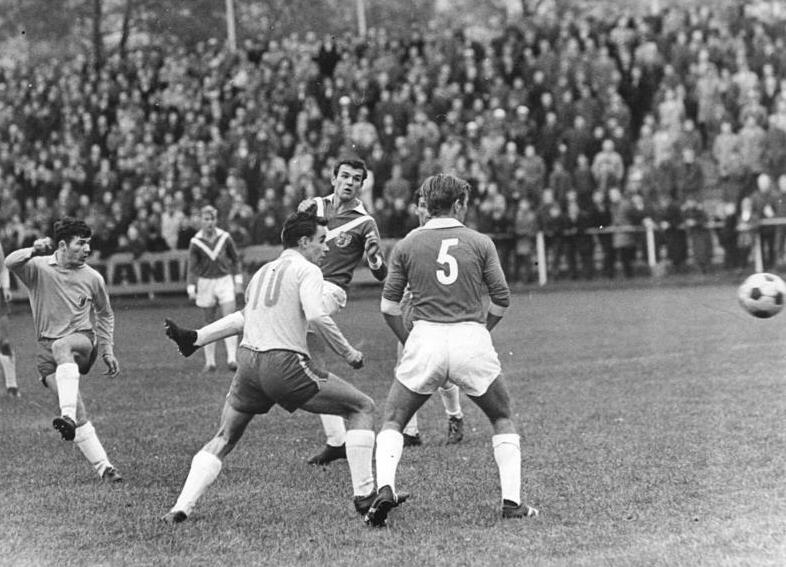
Wenige Wochen vor der Umbenennung: SC Leipzig gegen SC Empor Rostock.

Um die Entwicklung des Fußballsports gezielter zu fördern, beschloss der DTSB 1965 die Bildung von eigenständigen Fußballclubs, dazu wurden die Fußballabteilungen aus den Sportclubs herausgelöst. Bis auf den TSC Berlin waren von dieser Maßnahme sämtliche Sportclub-Sektionen ausgenommen, deren erste Mannschaften zu diesem Zeitpunkt nicht der Oberliga angehörten. Die betroffenen SC-Teams aus Potsdam, Cottbus, Neubrandenburg und Dresden verloren somit als künftige BSG-Mannschaften ihren bisherigen Förderstatus. Während erstere Bezirke ab dato über kein Fußball-Leistungszentrum mehr verfügten, wurde der Bezirk Dresden fortan von der SG Dynamo Dresden repräsentiert, die vom Namen her nie ein Sportclub war, aber ab 1968 zusätzlicher als Fußball-Schwerpunktzentrum der Sportvereinigung Dynamo die gleichen Förderungen gewährt bekommen hatte.
Aufgrund dieser Umgestaltungen kam es während der Saison in den Ligen zu diversen Umbenennungen. In der Oberliga änderten sich die Mannschaftsbezeichnungen wie folgt.
| bisherige SC-Zugehörigkeit | neugebildeter Fußballclub |
| -------------------------- | ------------------------- |
| ASK Vorwärts Berlin        | FC Vorwärts Berlin        |
| SC Motor Jena              | FC Carl Zeiss Jena        |
| SC Leipzig                 | 1. FC Lokomotive Leipzig  |
| SC Empor Rostock           | FC Hansa Rostock          |
| SC Karl-Marx-Stadt         | FC Karl-Marx-Stadt        |
| SC Dynamo Berlin           | Berliner FC Dynamo        |
| SC Chemie Halle            | Hallescher FC Chemie      |
| SC Turbine Erfurt          | FC Rot-Weiß Erfurt        |
| SC (Aufbau) Magdeburg      | 1. FC Magdeburg           |

## Saisonverlauf

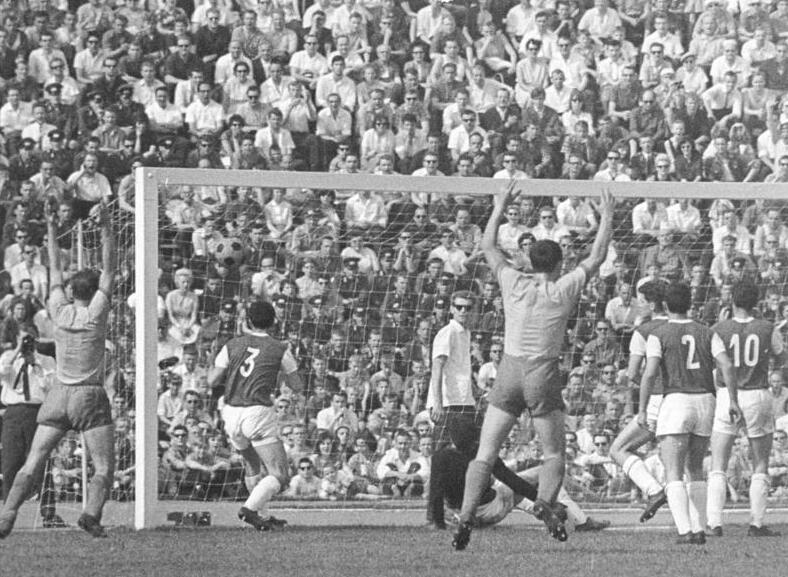
Jürgen Nöldner erzielt das 1:0 gegen Jena am letzten Spieltag.

Die Entscheidung um den Meistertitel mündete in einem sprichwörtlichen Meisterschaftsfinale, als am letzten Spieltag der Tabellenerste Carl Zeiss Jena zum punktgleichen Tabellenzweiten Vorwärts Berlin reiste. Vor 27.000 Zuschauern im heimischen Friedrich-Ludwig-Jahn-Sportpark siegte die Vorwärts-Mannschaft mit 2:0 und verteidigte damit den Titel aus dem Vorjahr. Das Team von Jena dagegen, welches seit dem 13. Spieltag überwiegend auf dem ersten Tabellenrang stand, musste sich wie schon in der Vorsaison mit dem zweiten Platz hinter Vorwärts begnügen.
Hinter Berlin und Jena platzierten sich Lokomotive Leipzig und Hansa Rostock, die sich damit zum dritten (Lok) bzw. fünften Mal (Hansa) in Folge unter den ersten Fünf befanden.
Zuschauerkrösus Dresden und Karl-Marx-Stadt, die eine starke Hinrunde spielten, waren in der Rückrunde zu unbeständig um ernsthaft in den Titelkampf einzugreifen. Am Ende belegten sie die Plätze fünf und sieben.
Als beste BSG schloss Wismut Aue auf Platz sechs ab, nachdem Wismut noch in der Vorrunde lange auf dem letzten Platz lag. Der Meister von 1964 Chemie Leipzig spielte keine gute Saison und war in der Hinrunde sogar nah an den Abstiegsrängen. Am Ende wurde man Achter, allerdings konnten die „Chemiker“ den FDGB-Pokal gewinnen.
Mit dem BFC und Zwickau setzten zwei Mannschaften auf das neue Spielsystem 4–2–4 und konnten damit zeitweise begeistern (BFC – Tabellenführer am 8. Spieltag), was ihnen die gesicherten Mittelfeldplätze neun und zehn einbrachten.
Lokomotive Stendal, dass im Vorjahr auf dem 6. Platz einkam, musste aufgrund der Auswärtsschwäche lange um den Klassenerhalt bangen und rettete sich mit fünf Siegen in den letzten Heimspielen auf den 12. Tabellenplatz ins Ziel.
Der Abstieg wurde bereits am vorletzten Spieltag entschieden. Zurück in die Liga mussten überraschend der Pokalsieger von 1964 und 1965 Magdeburg und der Vorjahresaufsteiger Erfurt, der fast durchgängig auf einem Abstiegsplatz stand. Der andere Aufsteiger Halle, der schwach in die Saison startete und sich erst Mitte der Hinrunde von den Abstiegsplätzen absetzte, landete abschließend auf Platz elf.

## Abschlusstabelle
| Pl. | Mannschaft               | Sp. | S  | U | N  | Tore    | Diff. | Punkte |
| --- | ------------------------ | --- | -- | - | -- | ------- | ----- | ------ |
| 1.  | FC Vorwärts Berlin (M)   | 26  | 15 | 4 | 7  | 044:270 | +17   | 34:18  |
| 2.  | FC Carl Zeiss Jena       | 26  | 14 | 4 | 8  | 045:240 | +21   | 32:20  |
| 3.  | 1. FC Lokomotive Leipzig | 26  | 13 | 2 | 11 | 050:410 | +9    | 28:24  |
| 4.  | F.C. Hansa Rostock       | 26  | 11 | 6 | 9  | 041:340 | +7    | 28:24  |
| 5.  | SG Dynamo Dresden        | 26  | 11 | 6 | 9  | 034:310 | +3    | 28:24  |
| 6.  | BSG Wismut Aue           | 26  | 11 | 6 | 9  | 033:330 | ±0    | 28:24  |
| 7.  | FC Karl-Marx-Stadt       | 26  | 12 | 4 | 10 | 029:330 | −4    | 28:24  |
| 8.  | BSG Chemie Leipzig       | 26  | 9  | 8 | 9  | 032:320 | ±0    | 26:26  |
| 9.  | Berliner FC Dynamo       | 26  | 11 | 3 | 12 | 042:320 | +10   | 25:27  |
| 10. | BSG Motor Zwickau        | 26  | 9  | 6 | 11 | 028:350 | −7    | 24:28  |
| 11. | Hallescher FC Chemie (N) | 26  | 7  | 9 | 10 | 026:330 | −7    | 23:29  |
| 12. | BSG Lokomotive Stendal   | 26  | 10 | 2 | 14 | 036:490 | −13   | 22:30  |
| 13. | FC Rot-Weiß Erfurt (N)   | 26  | 8  | 3 | 15 | 026:420 | −16   | 19:33  |
| 14. | 1. FC Magdeburg (P)      | 26  | 7  | 5 | 14 | 019:390 | −20   | 19:33  |

| (M) | Meister der letzten Saison 1964/65     |
| (P) | Pokalsieger der letzten Saison 1964/65 |
| (N) | Aufsteiger aus der DDR-Liga 1964/65    |

| Aufsteiger zur Folgesaison aus der DDR-Liga 1965/66: 1. FC Union Berlin, BSG Wismut Gera |

## Kreuztabelle
| DDR-Oberliga 14. August 1965 – 14. Mai 1966 |                          |     |     |     |     |     |     |     |     |     |     |     |     |     |     |
| 01.                                         | FC Vorwärts Berlin       |     | 2:0 | 4:0 | 0:3 | 4:1 | 2:0 | 3:0 | 2:0 | 0:3 | 3:3 | 1:1 | 1:0 | 1:2 | 2:0 |
| 02.                                         | FC Carl Zeiss Jena       | 2:0 |     | 2:4 | 5:0 | 0:0 | 2:1 | 3:0 | 1:0 | 2:0 | 3:0 | 2:1 | 3:0 | 2:0 | 3:0 |
| 03.                                         | 1. FC Lokomotive Leipzig | 0:1 | 1:0 |     | 0:4 | 0:0 | 6:2 | 0:1 | 0:4 | 4:0 | 5:0 | 2:0 | 5:0 | 3:2 | 3:1 |
| 04.                                         | F.C. Hansa Rostock       | 1:1 | 0:1 | 2:0 |     | 4:0 | 3:2 | 2:2 | 2:2 | 3:1 | 1:2 | 1:1 | 2:0 | 2:0 | 0:1 |
| 05.                                         | SG Dynamo Dresden        | 1:2 | 1:0 | 1:2 | 0:3 |     | 2:0 | 5:0 | 1:1 | 2:1 | 0:0 | 3:1 | 3:1 | 4:0 | 2:1 |
| 06.                                         | BSG Wismut Aue           | 2:1 | 3:3 | 2:1 | 3:0 | 1:0 |     | 0:1 | 2:1 | 1:1 | 1:0 | 0:2 | 3:1 | 4:1 | 1:0 |
| 07.                                         | FC Karl-Marx-Stadt       | 0:1 | 2:1 | 3:0 | 2:1 | 1:2 | 1:0 |     | 2:0 | 0:0 | 1:0 | 2:1 | 2:0 | 4:2 | 2:0 |
| 08.                                         | BSG Chemie Leipzig       | 2:1 | 1:1 | 0:3 | 2:2 | 3:0 | 1:1 | 1:0 |     | 2:1 | 0:0 | 1:0 | 2:2 | 4:2 | 1:0 |
| 09.                                         | Berliner FC Dynamo       | 0:1 | 2:2 | 5:3 | 2:0 | 1:2 | 0:1 | 1:0 | 2:0 |     | 2:0 | 3:0 | 3:1 | 3:0 | 5:0 |
| 10.                                         | BSG Motor Zwickau        | 1:1 | 2:1 | 3:2 | 3:0 | 0:2 | 0:1 | 3:0 | 0:1 | 3:2 |     | 1:1 | 4:2 | 1:0 | 1:2 |
| 11.                                         | Hallescher FC Chemie     | 1:0 | 1:3 | 2:4 | 2:0 | 1:1 | 1:1 | 0:0 | 2:0 | 2:1 | 0:0 |     | 2:3 | 1:1 | 0:0 |
| 12.                                         | BSG Lokomotive Stendal   | 3:5 | 2:0 | 1:0 | 1:2 | 2:0 | 3:1 | 1:1 | 3:2 | 2:1 | 2:0 | 0:1 |     | 2:0 | 2:0 |
| 13.                                         | FC Rot-Weiß Erfurt       | 1:2 | 1:0 | 0:1 | 1:3 | 0:0 | 0:0 | 4:1 | 1:0 | 1:0 | 2:0 | 0:1 | 3:1 |     | 2:1 |
| 14.                                         | 1. FC Magdeburg          | 0:3 | 0:3 | 1:1 | 0:0 | 2:1 | 0:0 | 2:1 | 1:1 | 0:2 | 0:1 | 3:1 | 3:1 | 1:0 |     |

## Statistik

### Die Meistermannschaft
| ASK/FC Vorwärts Berlin |
| Gerhard Weiß (14 Spiele / Tore –) Otto Fräßdorf (23/2), Werner Unger (22/–), Hans-Dieter Krampe (26/4) Manfred Müller (14/–), Gerhard Körner (21/1) Jürgen Piepenburg (22/6), Jürgen Nöldner (20/6), Gerhard Vogt (19/3), Horst Begerad (26/13), Jürgen Großheim (20/5) Trainer: Günter Lammich |
| außerdem: Alfred Zulkowski (Tor, 12/–); Peter Kalinke (8/–); Hans-Georg Kiupel (14/1), Hans Sturm (3/–); Rainer Nachtigall (12/–), Manfred Schütze (8/1), Horst Wruck (2/–). dazu jeweils ein Eigentor von Fritz Feister (FC Karl-Marx-Stadt) und Winfried Patzer (FC Carl Zeiss Jena)          |

### Tore

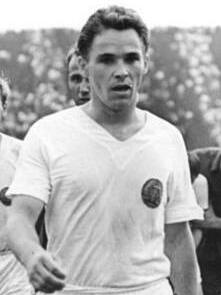
Der Torschützenkönig Frenzel.

In den 182 Punktspielen fielen 485 Tore, im Schnitt 2,66 pro Spiel. Es fielen neun Eigentore. Henning Frenzel vom 1. FC Lokomotive Leipzig wurde zum ersten Mal Torschützenkönig der Oberliga, in dem er 22 Toren erzielte und die Konkurrenz deutlich auf die Plätze verwies. Vier Tore in einem Spiel inklusive Hattrick gelang ihm gegen Aue (5. Spieltag) und Zwickau (23.). Einen Hattrick gelang ihm noch gegen Dynamo Berlin (6. Spieltag), genauso wie dem Rostocker Wolfgang Wruck gegen Dresden (13.). Drei Tore (kein Hattrick) pro Spiel erzielten Hans-Jürgen Naumann und Volker Franke (beide Lokomotive Leipzig) gegen Halle (1. Spieltag) und Stendal (17.).
Gleich viermal gab es mit 5:0 den klarsten Saisonsieg: Dynamo Berlin – Magdeburg (2. Spieltag), Dresden – Karl-Marx-Stadt (6.), SC Leipzig – Stendal (17.), Jena – Rostock (21.) und Lok Leipzig – Zwickau (23.). Mit jeweils acht Treffern waren die Begegnungen SC Leipzig – Aue (6:2, 5. Spieltag), Dynamo Berlin – SC Leipzig (5:3, 6.) und Stendal – Vorwärts Berlin (3:5, 14.) am torreichsten.
|    | Spieler          | Mannschaft               | Tore |
| -- | ---------------- | ------------------------ | ---- |
| 1. | Henning Frenzel  | 1. FC Lokomotive Leipzig | 22   |
| 2. | Horst Begerad    | FC Vorwärts Berlin       | 13   |
| 3. | Bernd Bauchspieß | BSG Chemie Leipzig       | 12   |
| 4. | Gerd Backhaus    | BSG Lokomotive Stendal   | 10   |

### Zuschauer
Insgesamt sahen 1.857.900 Zuschauer die 182 Oberligaspiele, das ergibt einen Schnitt von 10.208 Zuschauern pro Spiel. Den höchsten Zuschauerschnitt verzeichnete erneut Dynamo Dresden mit 25.308, vor Karl-Marx-Stadt (14.769) und Chemie Leipzig (13.308). Am wenigsten Zuschauer kamen zu den Spielen von Lokomotive Stendal (4.823). Die Heimspiele des Titelverteidigers Vorwärts waren ebenfalls wie schon in den Vorjahren schlecht besucht. Der Schnitt von 6.385 bedeutete gegenüber dem Vorjahr sogar eine Verschlechterung.
Größte Zuschauerkulisse
31.000 BSG Chemie Leipzig – SC Leipzig (2. Spieltag)
Niedrigste Zuschauerkulisse
01.300 ASK Vorwärts Berlin – SC Karl-Marx-Stadt (10. Spieltag)
| Mannschaft               | Gesamt  | {\displaystyle \varnothing } | Heim    | {\displaystyle \varnothing } | Ausw.   | {\displaystyle \varnothing } |
| ------------------------ | ------- | ---------------------------- | ------- | ---------------------------- | ------- | ---------------------------- |
| FC Vorwärts Berlin       | 258.500 | 09.942                       | 083.000 | 06.385                       | 175.500 | 13.500                       |
| FC Carl Zeiss Jena       | 291.000 | 11.192                       | 120.500 | 09.269                       | 170.500 | 13.115                       |
| 1. FC Lokomotive Leipzig | 283.900 | 10.919                       | 109.500 | 08.423                       | 174.400 | 13.415                       |
| F.C. Hansa Rostock       | 257.200 | 09.892                       | 111.700 | 08.592                       | 145.500 | 11.192                       |
| SG Dynamo Dresden        | 422.700 | 16.258                       | 329.000 | 25.308                       | 093.700 | 07.208                       |
| BSG Wismut Aue           | 216.000 | 08.308                       | 101.500 | 07.808                       | 114.500 | 08.808                       |
| FC Karl-Marx-Stadt       | 314.300 | 12.088                       | 192.000 | 14.769                       | 122.300 | 09.408                       |
| BSG Chemie Leipzig       | 305.200 | 11.738                       | 173.000 | 13.308                       | 132.200 | 10.169                       |
| Berliner FC Dynamo       | 200.000 | 07.692                       | 076.500 | 05.885                       | 123.500 | 09.500                       |
| BSG Motor Zwickau        | 260.800 | 10.031                       | 122.500 | 09.423                       | 138.300 | 10.638                       |
| Hallescher FC Chemie     | 279.000 | 10.731                       | 156.000 | 12.000                       | 123.000 | 09.462                       |
| BSG Lokomotive Stendal   | 183.700 | 07.065                       | 062.700 | 04.823                       | 121.000 | 09.308                       |
| FC Rot Weiß Erfurt       | 237.000 | 09.115                       | 121.500 | 09.346                       | 115.500 | 08.885                       |
| 1. FC Magdeburg          | 216.500 | 08.327                       | 098.500 | 07.577                       | 118.000 | 09.077                       |

## Schiedsrichter
Die 182 Punktspiele der Saison 1965/66 wurden von 21 Unparteiischen geleitet. Mit 16 Einsätzen verzeichnete FIFA-Schiedsrichter Fritz Köpcke die meisten für sich und war darüber hinaus noch bei acht Partien als Linienrichter aktiv. Ihre letzten Oberligaspiele leiteten Karl-August Töllner und Günter Anton.
| Name (Wohnort)                    | Alter (Geburtsdatum)      | Einsätze (Schiedsrichter) | Einsätze (Linienrichter) | Platzverweise | Anmerkung             |
| --------------------------------- | ------------------------- | ------------------------- | ------------------------ | ------------- | --------------------- |
| Fritz Köpcke (Wusterhausen/Dosse) | 51 ↔ (6. Oktober 1914)    | 16                        | 08                       |               | FIFA-Schiedsrichter   |
| Rudi Glöckner (Leipzig)           | 37 ↔ (20. März 1929)      | 14                        | 08                       |               | FIFA-Schiedsrichter   |
| Günter Männig (Böhlen)            | 37 ↔ (22. Juni 1928)      | 14                        | 08                       |               | FIFA-Schiedsrichter   |
| Erwin Vetter (Schönebeck)         | 46 ↔ (30. November 1919)  | 14                        | 07                       |               | FIFA-Schiedsrichter   |
| Gerhard Kunze (Karl-Marx-Stadt)   | 41 ↔ (16. Oktober 1924)   | 13                        | 11                       | 1             | FIFA-Schiedsrichter   |
| Helmut Köhler (Leipzig)           | 49 ↔ (??. ??? 1917)       | 12                        | 10                       |               | FIFA-Schiedsrichter   |
| Wolfgang Riedel (Falkensee)       | 36 ↔ (19. Dezember 1929)  | 12                        | 07                       |               | FIFA-Schiedsrichter   |
| Dieter Zülow (Rostock)            | 35 ↔ (17. Oktober 1930)   | 11                        | 11                       |               |                       |
| Helmut Bader (Bremen/Rhön)        | 40 ↔ (25. Oktober 1925)   | 10                        | 14                       | 1             |                       |
| Heinz Einbeck (Ost-Berlin)        | 35 ↔ (9. April 1931)      | 09                        | 10                       | 1             |                       |
| Kurt Weber (Limbach)              | 46 ↔ (30. September 1919) | 09                        | 14                       |               |                       |
| Erhard Müller (Kriebitzsch)       |                           | 09                        | 11                       |               |                       |
| Bernd Trautvetter (Immelborn)     |                           | 07                        | 15                       |               |                       |
| Kurt Halas (Ost-Berlin)           | 45 ↔ (9. März 1921)       | 07                        | 11                       | 1             |                       |
| Hans-Joachim Warz (Erfurt)        |                           | 07                        | 12                       | 1             |                       |
| Christian Schilde (Bautzen)       | 46 ↔ (16. Januar 1920)    | 05                        | 11                       |               |                       |
| Hans Schulz (Görlitz)             | 31 ↔ (22. August 1934)    | 05                        | 11                       |               |                       |
| Karl-August Töllner (Rostock)     |                           | 03                        | 07                       |               | letzte Oberligasaison |
| Günter Anton (Forst)              | 38 ↔ (??. ??? 1928)       | 02                        | 13                       |               | letzte Oberligasaison |
| Manfred Heinemann (Erfurt)        | 30 ↔ (30. April 1936)     | 02                        | 09                       |               |                       |
| Hans-Georg Neumann (Forst)        | 37 ↔ (13. Juni 1928)      | 01                        | 15                       | 2             |                       |

## Fußballer des Jahres
Nach der Saison wurde Jürgen Nöldner vom FC Vorwärts Berlin zum ersten Mal als Fußballer des Jahres 1966 ausgezeichnet. Nöldner war einer der prägenden Spieler beim Oberligameister Vorwärts. Auf Platz zwei landete Dieter Erler, der diese Auszeichnung im Folgejahr erhalten sollte.
|    | Spieler        | Mannschaft         | Punkte |
| -- | -------------- | ------------------ | ------ |
| 1. | Jürgen Nöldner | FC Vorwärts Berlin | 354    |
| 2. | Dieter Erler   | FC Karl-Marx-Stadt | 221    |
| 3. | Herbert Pankau | F.C. Hansa Rostock | 162    |

## FDGB-Pokal
Der FDGB-Pokal wurde in dieser Spielzeit von Chemie Leipzig gewonnen. Im Finale, welches während der laufenden Oberliga-Saison stattfand, besiegten die Leipziger den Oberligakonkurrenten Lokomotive Stendal mit 1:0. Der Pokalverteidiger Magdeburg war im Viertelfinale gescheitert.

## Internationale Wettbewerbe
Für die Mannschaften der DDR bedeuteten in dieser Spielzeit jeweils englische Klubmannschaften das Aus im Europapokal. Vorwärts Berlin unterlag im Europapokal der Landesmeister Manchester United, der SC Magdeburg im Europapokal der Pokalsieger erst im Viertelfinale (dann schon als 1. FC) West Ham United und der SC Leipzig im Messestädte-Pokal Leeds United. Im International Football Cup dagegen spielten die ostdeutschen Mannschaften erneut erfolgreich. Die vier DDR-Vertreter SC Leipzig, Motor Jena, Empor Rostock und Chemie Leipzig erreichten alle das Viertelfinale, beide Leipziger Vereine standen sich dann im Halbfinale gegenüber. Im Halbfinalhinspiel trennten sich die Stadtrivalen 1:1-Unentschieden. Das Rückspiel gewann der inzwischen in 1. FC Lokomotive umbenannte SC Leipzig mit 1:0. Beide Partien fanden im Zentralstadion vor 10.000 bzw. 30.000 Zuschauern statt. Im Finale gewann Lok gegen den IFK Norrköping den ersten (wenn auch im Vergleich zu den anderen drei Wettbewerben eher nachrangigen) internationalen Titel für die DDR.